# Beckett (Film)
Beckett ist ein Thriller von Ferdinando Cito Filomarino, der im August 2021 beim Locarno Film Festival seine Premiere feierte und am 13. August 2021 in das Programm von Netflix aufgenommen wurde. Der Film basiert auf dem Roman Born to Be Murdered von Dennis Allan.

## Handlung
Ein junges amerikanisches Paar, Beckett und April, ist auf Ferienreise unterwegs in Griechenland. Athen haben sie wegen anstehender Demonstrationen in der Stadt gegen die Austeritätspolitik der EU rund um die Finanzkrise von 2007 verlassen. Sie fahren stattdessen mit einem Mietwagen in die Region Epirus und die Gegend um die Stadt Ioannina. Als Beckett am Steuer einschläft, überschlägt sich der Wagen und landet in einem Bauernhaus. Beckett sieht gerade noch, wie eine Frau mit einem Kind vom Unfallort verschwindet. April ist bei dem Unfall ums Leben gekommen. Nach Aussagen von Polizisten, die Beckett nach dem Unfall verhören, steht das Haus aber seit Jahren leer. Als Beckett am nächsten Tag zum Unfallort zurückkehrt, wird auf ihn geschossen. Der Polizist vom Vortag und eine unbekannte Frau feuern mehrere Schüsse auf ihn ab. Nur mit Not kann er zu Fuß und später mit dem Zug von Kalambaka aus fliehen. Hilfreiche Griechen überlassen Becket ein Mobiltelefon, und es gelingt ihm, einen Mitarbeiter der US-Botschaft in Athen zu erreichen, der ihn auffordert, sich in der Vertretung der Vereinigten Staaten in Sicherheit zu bringen.
Die Verfolger bleiben ihm immer dicht auf der Spur, und mehrmals können sie ihn beinahe überwältigen. Auf einem Fahndungsplakat sieht Beckett schließlich ein Foto des Jungen vom Unfallort. Es handelt sich um den entführten Neffen des Politikers Karras. Dieser ist ein Gegner der Austeritätspolitik der EU (wahrscheinlich eine Anspielung auf die griechische Partei Syriza und Alexis Tsipras).
Beckett gelingt es schließlich mit der Hilfe zweier linker Aktivistinnen, Lena und Eleni, tatsächlich Athen und die US-Botschaft zu erreichen. Ein Mann der CIA namens Tynan führt ein anscheinend neutrales Gespräch mit dem verletzten Beckett. Er behauptet und überzeugt den politisch nicht sehr informierten Beckett auch, dass kommunistische Aktivisten ihn verfolgen. Gemeinsam sollen sie nun zu einer angeblich befreundeten griechischen Polizistin fahren. Beckett habe nämlich auf der Flucht und in Notwehr einen seiner Angreifer verletzt und sei deswegen in Schwierigkeiten. Es stellt sich schnell heraus, dass ein rechtes Netzwerk (im Film Sunrise/Sonnenaufgang genannt, wohl eine Anspielung auf den tatsächlich bestehenden Völkischen Bund Goldene Morgenröte) hinter Beckett her ist, weil er den entführten Sohn des Politikers gesehen hat. Der Botschaftsmitarbeiter ist aufgrund amerikanischer wirtschaftlicher und finanzieller Interessen Helfer dieses rechten Netzwerks und attackiert nun ebenfalls Beckett, der zum Schweigen gebracht werden soll.
Mit beinahe übermenschlichen Kräften gelingt es Beckett, den Amerikaner zu überwältigen und dessen Waffe an sich zu nehmen. Tynan teilt ihm noch mit, der linke Politiker Karras sei soeben ermordet worden und nun habe Beckett seine Ruhe, was dieser mit Recht bezweifelt. Tynan behauptet weiter, der Politiker Karras habe Geld von mächtigen Leuten angenommen, während sein Land langsam verarmte. Nun wollten jene Mächtigen das Geld zurück, das sie Karras geliehen hatten. Diese Leute seien die Hintermänner der Gewalttaten und der Entführung des Jungen. Ob dies zutrifft oder Tynan die Wahrheit verschleiern will, bleibt offen.
Während der Flucht sieht Beckett einen seiner Angreifer tot auf der Straße liegen, der Mann war vermutlich am Attentat auf Karras beteiligt und von der Polizei erschossen worden. In einem Parkhaus findet Beckett nun den Polizisten aus der Provinz und jene Frau, die ihn mit ihren Schüssen in die Flucht getrieben hatten. Wieder gelingt es Beckett, in spektakulären Szenen die beiden Übeltäter außer Gefecht zu setzen. Aus dem Kofferraum von deren Auto wird der entführte Neffe von Karras befreit.

## Produktion

### Literarische Vorlage und Filmstab
Der Film basiert auf dem Thriller Born to Be Murdered von Elinore Denniston aka Dennis Allen aus dem Jahr 1952.
Regie führte Ferdinando Cito Filomarino, der auch Dennistons Roman für den Film adaptierte.

### Besetzung und Dreharbeiten

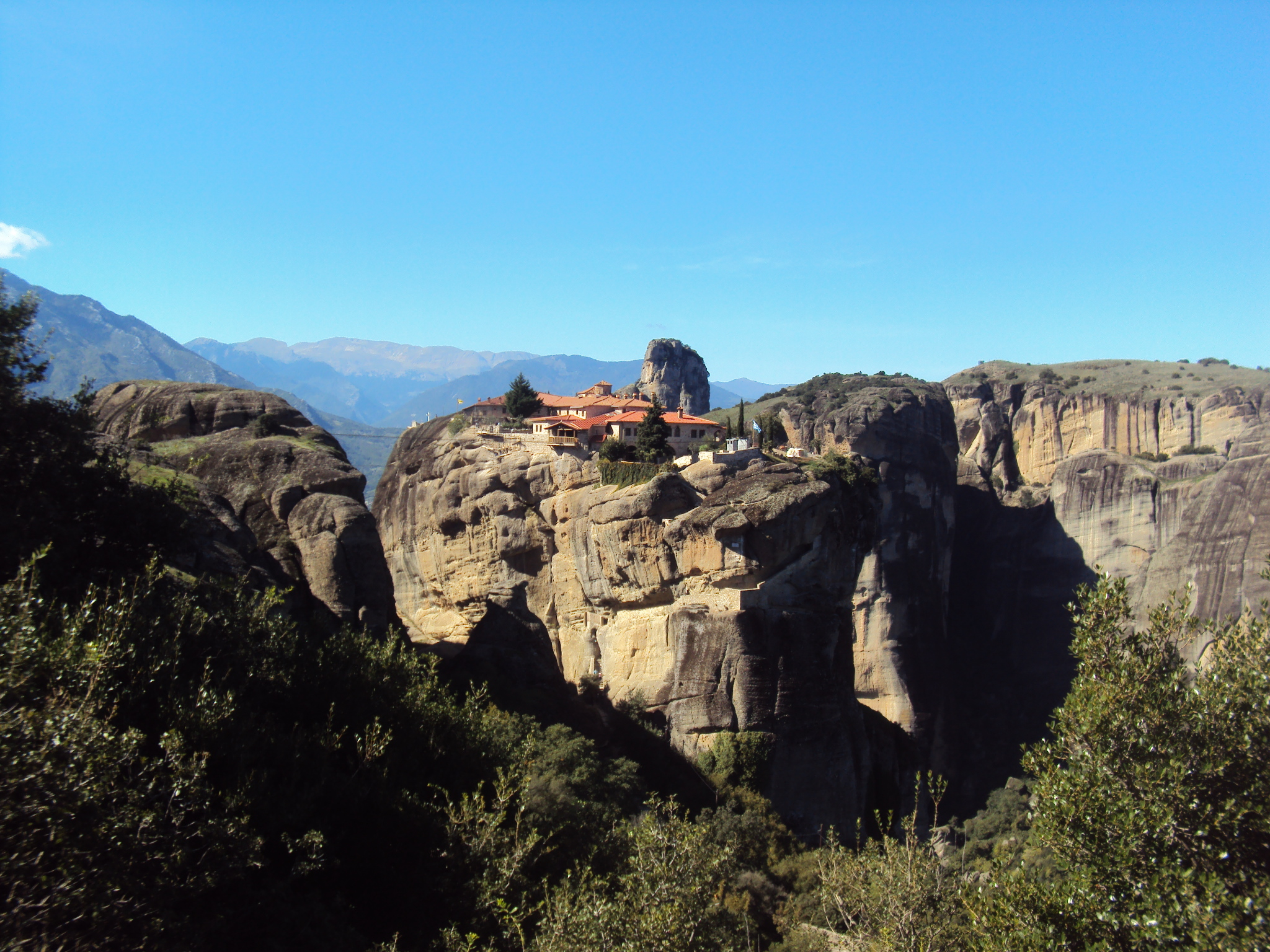
Einer der Drehorte in Griechenland: die Meteora-Klöster

John David Washington spielt in der Titelrolle Beckett, Alicia Vikander in der weiblichen Hauptrolle April. In weiteren Rollen sind Boyd Holbrook als Tynan, Vicky Krieps als Lena, Yorgos Pirpassopoulos als Karas und Daphne Alexander als Thalia Symons zu sehen. Für Kameramann Sayombhu Mukdeeprom, der nicht mit der Digitalkamera, sondern mit 35mm-Film arbeitete, war es die dritte Zusammenarbeit mit dem Regisseur.
Die Dreharbeiten wurden im Februar 2019 begonnen und fanden in Griechenland statt, in der Region Epirus, wo man in Ioannina drehte und die urwüchsige Berglandschaft und die alten Steinbrücke in Epirus als Kulisse dienten, und am in der Nähe gelegenen Bahnhof von Trikala, wo der Film beginnt. Hiernach erfolgten auch Aufnahmen auf der Zugstrecke nach Kalambaka. Weitere Aufnahmen entstanden im März 2019 in Athen, wo der Film endet, hier einen Tag lang am Syntagma-Platz, wo die Szenen während des Aufstands aufgenommen wurden, des Weiteren bei den Meteora-Klöstern und in den Zagoria-Dörfern. Als Kameramann fungierte Sayombhu Mukdeeprom.

### Filmmusik und Veröffentlichung
Die Filmmusik komponierte Ryūichi Sakamoto. Das Soundtrack-Album mit insgesamt 19 Musikstücken, darunter der Song Born to Be von Devonté Hynes wurde am 18. August 2021 von Milan Records als Download veröffentlicht.
Im Oktober 2020 wurde bekannt, dass Netflix die Rechte am Film erwarb. Der Streamingdienst nahm Beckett am 13. August 2021 in sein Programm auf. Erste Vorstellungen erfolgten bereits ab 4. August 2021 beim Locarno Film Festival, wo er als Eröffnungsfilm gezeigt wurde.

### Synchronisation
Die deutsche Synchronisation entstand nach einem Dialogbuch und der Dialogregie von Stefan Fredrich im Auftrag der Christa Kistner Synchronproduktion GmbH, Berlin.
| Darsteller            | Synchronsprecher   | Rolle           |
| --------------------- | ------------------ | --------------- |
| John David Washington | Tobias Schmidt     | Beckett         |
| Alicia Vikander       | Yvonne Greitzke    | April           |
| Maria Votti           | Wicki Kalaitzi     | Eleni           |
| Vicky Krieps          | Kaya Marie Möller  | Lena            |
| Yorgos Vasiliou       | Marios Gavrilis    | Mann Imker      |
| Marc Marder           | Olaf Reichmann     | Officer Majessy |
| Panos Koronis         | Marc Papanastasiou | Officer Xenakis |
| Andreas Marianos      | Georgios Tzitzikos | Stefanos        |
| Boyd Holbrook         | Johannes Raspe     | Tynan           |

## Kritik
Übereinstimmend fällt in der internationalen Presse der Name Hitchcock im Zusammenhang mit Filomarinos Film.
Peter Debruge von Variety sieht den Film in der Tradition von Thrillern wie Alfred Hitchcocks Klassiker „The Man Who Knew Too Much“ und „North by Northwest“, in denen ein Durchschnittsamerikaner unversehens in undurchsichtige Verschwörungs- oder Politintrigen gerät.
Allerdings erfülle Filomarino die Erwartungen des Publikums an einen der üblichen „Mann-auf-der Flucht-Thriller“ nicht. Sein Interesse fokussiere sich im Lauf des Films weniger darauf, ein Rätsel zu lösen, als auf die Wandlung des Protagonisten von einem möglichen Opfer zum Helden, der sein eigenes Leben aufs Spiel setzt, um ein entführtes Kind zu retten.
Auch Andrey Arnold von der Wiener Presse vergleicht Filomarino mit den Meistern des Suspense, vor allem an Hitchcock und dessen Werkkorpus müsse man oft denken, aber auch an Polit- und Paranoiathriller der 1960er und 1970er, ob aus Europa (etwa „Z“ von Constantin Costa-Gavras) oder aus den USA („Die drei Tage des Condor“). „Filomarinos Inszenierung bleibt aber genrekonform und erfreulich unverkrampft. Vielleicht zu sehr: Die Handlung kratzt einige Kurven zu knapp, die Spannung verpufft oft abrupt, das Unvermögen der bösen Verfolger verblüfft. Dafür entschädigt ein nervenfräsendes Finale,“ und Thore Rausch von der Frankfurter Allgemeinen Zeitung schreibt: „Filomarinos Idee, einen Touristen in einem mit Paranoia aufgeladenen Thriller à la Hitchcocks „Der unsichtbare Dritte“ durch einen nicht enden wollenden Albtraum zu jagen, ist so einfallsreich umgesetzt, dass wenig Luft bleibt, um etwaige Plot-Schwächen zu monieren“.